# Fosco Giansanti
Fosco Giansanti (Terni, 5 luglio 1943) è un pilota motociclistico italiano ritiratosi dall'attività agonistica.

## Biografia
Esordì nelle competizioni nel 1967 correndo il Campionato Italiano Juniores in sella ad una MotoBi 175 cm³, ottenendo come migliori risultati due secondi posti (a Cingoli e Camerino) e un terzo posto (a Giulianova). L'anno successivo, sempre con la monocilindrica pesarese, fu secondo nel Campionato Juniores grazie a cinque vittorie (Spoleto, Pesaro, Camerino, Oristano e Castiglione del Lago).
Il 1969 vede il centauro ternano Campione Italiano Juniores della 250, sempre con una MotoBi. Promosso Seniores per la stagione 1970, corre in 250 e 350 con delle Yamaha private, ottenendo nel 1971 il quinto posto nel campionato italiano della quarto di litro e il secondo posto, sempre in 250, nel 1972. Nel 1972 Giansanti fece anche il suo esordio nel Motomondiale, arrivando ottavo al GP delle Nazioni con una Yamaha 250.
Nella stagione 1973 Giansanti fu ingaggiato dalla Morbidelli affiancando Ángel Nieto in 125. Con la ottavo di litro pesarese Giansanti corse solo due gare (Modena e Imola) ritirandosi in entrambi i casi; inoltre fu coinvolto nell'incidente costato la vita a Renzo Pasolini e Jarno Saarinen avvenuto durante il GP delle Nazioni, nel quale si fratturò un braccio.
Ripresosi dai postumi dell'incidente, Giansanti corse sino alla seconda metà degli anni settanta. Dopo aver visto esordire nelle competizioni suo figlio Mirko, è diventato una presenza frequente nelle manifestazioni dedicate alle moto d'epoca.

## Risultati nel motomondiale

### Classe 250
| 1972 | Classe | Moto   |   |   |   |   |  |   |   |   |   |    |   |   |    | Punti | Pos. |
| ---- | ------ | ------ | - | - | - | - |  | - | - | - | - | -- | - | - | -- | ----- | ---- |
| 1972 | 250    | Yamaha | - | - | - | 8 |  | - | - | - | - | 12 | - | - | 13 | 3     | 33º  |

| 1973 | Classe | Moto   |    |  |  |  |  |  |  |  |  |  |  |  |  | Punti | Pos. |
| ---- | ------ | ------ | -- |  |  |  |  |  |  |  |  |  |  |  |  | ----- | ---- |
| 1973 | 250    | Yamaha | 15 |  |  |  |  |  |  |  |  |  |  |  |  | 0     |      |

| 1974 | Classe | Moto   |    |   |    |     |  |   |   |   |   |    |   |   |  | Punti | Pos. |
| ---- | ------ | ------ | -- | - | -- | --- |  | - | - | - | - | -- | - | - |  | ----- | ---- |
| 1974 | 250    | Yamaha | NE | - | NE | Rit |  | - | - | - | - | 13 | - | - |  | 0     |      |

| 1975 | Classe | Moto   |   |   |    |   |     |  |   |   |   |   |   |   |  | Punti | Pos. |
| ---- | ------ | ------ | - | - | -- | - | --- |  | - | - | - | - | - | - |  | ----- | ---- |
| 1975 | 250    | Yamaha | - | - | NE | - | Rit |  | - | - | - | - | - | - |  | 0     |      |

| Legenda | 1º posto        | 2º posto            | 3º posto            | A punti      | Senza punti        | Grassetto – Pole position Corsivo – Giro più veloce |
| Legenda | Gara non valida | Non qual./Non part. | Ritirato/Non class. | Squalificato | '-' Dato non disp. | Grassetto – Pole position Corsivo – Giro più veloce |

### Classe 350
| 1974 | Classe | Moto   |   |   |   |     |   |   |    |   |   |    |   |   |  | Punti | Pos. |
| ---- | ------ | ------ | - | - | - | --- | - | - | -- | - | - | -- | - | - |  | ----- | ---- |
| 1974 | 350    | Yamaha | - | - | - | Rit | - | - | NE | - | - | NE | - | - |  | 0     |      |

| 1976 | Classe | Moto   |   |   |    |   |  |   |    |    |   |   |   |   |  | Punti | Pos. |
| ---- | ------ | ------ | - | - | -- | - |  | - | -- | -- | - | - | - | - |  | ----- | ---- |
| 1976 | 350    | Yamaha | - | - | 15 | - |  | - | NE | NE | - | - | - | - |  | 0     |      |

| 1977 | Classe | Moto   |   |    |   |    |   |   |   |   |    |   |   |   |   | Punti | Pos. |
| ---- | ------ | ------ | - | -- | - | -- | - | - | - | - | -- | - | - | - | - | ----- | ---- |
| 1977 | 350    | Yamaha | - | AN | - | NQ | - | - | - | - | NE | - | - | - | - | 0     |      |

| Legenda | 1º posto        | 2º posto            | 3º posto            | A punti      | Senza punti        | Grassetto – Pole position Corsivo – Giro più veloce |
| Legenda | Gara non valida | Non qual./Non part. | Ritirato/Non class. | Squalificato | '-' Dato non disp. | Grassetto – Pole position Corsivo – Giro più veloce |